# 静寂の嵐
『静寂の嵐』（Wind & Wuthering）は、イギリスのプログレッシブ・ロック・バンド、ジェネシスの8枚目のスタジオ・アルバム。1976年12月17日発売。

## 概要
ギタリストのスティーヴ・ハケットが参加した最後のオリジナル・アルバムであり、彼は後にソロ・アーティストとして活動を開始する。残された3人のメンバーはその後も活動を継続。

## 収録曲
1. 「イレヴンス・アール・オブ・マー」 - "Eleventh Earl of Mar" - 7:40
2. 「ワン・フォー・ザ・ヴァイン」 - "One for the Vine" - 9:56
3. 「ユア・オウン・スペシャル・ウェイ」 - "Your Own Special Way" - 6:15
4. 「ウォット・ゴリラ?」 - "Wot Gorilla?" - 3:12
5. 「オール・イン・ア・マウシズ・ナイト」 - "All in a Mouse's Night" - 6:35
6. 「ブラッド・オン・ザ・ルーフトップス」 - "Blood on the Rooftops" - 5:20
7. 「アンクワイエット・スランバーズ・フォー・ザ・スリーパーズ…（旧邦題 まどろみ）」 - "Unquiet Slumbers for the Sleepers..." - 2:27
8. 「…イン・ザット・クワイエット・アース（旧邦題  静寂）」 - "...In That Quiet Earth" - 4:45
9. 「アフターグロウ」 - "Afterglow" - 4:10

## 参加ミュージシャン
- フィル・コリンズ - ボーカル、ドラムス、パーカッション
- スティーヴ・ハケット - ギター、12弦ギター、カリンバ、オートハープ
- トニー・バンクス - ピアノ、ハモンドオルガン、メロトロン、シンセサイザー
- マイク・ラザフォード - ベース、ベース・ペダル、12弦ギター